# Artur Olech
Artur Olech, född 22 juni 1940 i Lviv, död 12 augusti 2010 i Wrocław, var en polsk boxare.
Olech blev olympisk silvermedaljör i flugvikt i boxning vid sommarspelen 1968 i Mexico City.